# Bromur d'actini
El bromur d'actini és el compost químic de brom i actini amb la fórmula química AcBr₃.
És un sòlid cristal·lí blanc amb un punt de fusió de 1.051 °C
Té un pes molecular de 466,74 g/mol.
El nombre d'oxidació de l'actini en el bromur d'actini és 3

## Síntesi
Ac2O3 + 2AlBr3 → 2AcBr3 + Al2O3